# Oberkommando der Wehrmacht
Oberkommando der Wehrmacht, OKW (z niem. Naczelne Dowództwo Wehrmachtu) – naczelne dowództwo sił zbrojnych III Rzeszy utworzone przez Adolfa Hitlera dekretem z 4 lutego 1938 i rozwiązane rozkazem gen. Eisenhowera 23 maja 1945 r. Odpowiadało za teatry wojny w Skandynawii, zachodniej Europie, Morzu Śródziemnym i na Bałkanach.

Flaga komendanta Oberkommando der Wehrmacht 1938–1941

## Geneza

Flaga komendanta Oberkommando der Wehrmacht 1941–1945

W czasie I wojny światowej Armia Cesarstwa Niemieckiego dowodzona była przez Naczelne Dowództwo Armii Polowej (niem. Oberste Heeresleitung) w skrócie OHL, którego naczelnym dowódcą był cesarz Wilhelm II Hohenzollern. Cesarz sprawował dowództwo jedynie nominalnie, dlatego też całokształt planowania strategicznego i dowodzenia operacjami spoczywał na OHL i jego szefie sztabu.
W okresie Republiki Weimarskiej, po utworzeniu Sił Obronnych Rzeszy (niem. Reichswehr), rolę Naczelnego Dowództwa na czas pokoju przejęło Ministerstwo Obrony Rzeszy (niem. Reichswehrministerium), natomiast na czas wojny rolę tę miał tradycyjnie przejąć sztab wojsk polowych (niem. Reichsheeresstab).
Zarówno OHL, jak i Reichswehrministerium opanowane było przez oficerów należących do arystokracji pruskiej i będących jej afirmacją.
Po dojściu do władzy Adolf Hitler, jako „parias” tego systemu i zaciekły wróg Republiki Weimarskiej, postanowił go zniszczyć i przejąć całokształt kontroli nad armią. 4 kwietnia 1933 utworzył Radę Obrony Rzeszy (niem. Reichsverteitigungsrat) pod swym kierownictwem, której zadaniem było konsultowanie i koordynowanie wszelkich zamierzeń operacji o charakterze obronnym i zaczepnym. Rok później po śmierci Hindenburga połączył urząd prezydenta – będącego zgodnie z art. 47 Konstytucji wodzem naczelnym (Der Reichspräsident hat den Oberbefehl) sił zbrojnych – z urzędem kanclerza, równocześnie rząd Rzeszy uchwalił, by żołnierze składali przysięgę wierności Hitlerowi wymienionemu w niej nominatim. W 1935 r., łamiąc postanowienia traktatu wersalskiego, zmieniono nazwę sił zbrojnych z Reichswehry na Wehrmacht i przywrócono powszechną służbę wojskową. 16 marca 1935 wyodrębniono trzy samodzielne rodzaje broni: wojska lądowe (niem. Heer), lotnictwo (niem. Luftwaffe) i marynarkę wojenną (niem. Kriegsmarine).
1 czerwca 1935 szefowie sztabów wojsk lądowych i marynarki wojennej otrzymali nominacje na głównodowodzących tych rodzajów wojsk, a zarządzeniem z 20 kwietnia 1936 zostali w uprawnieniach zrównani z ministrami, zaś Hermann Göring mianowany został ministrem lotnictwa i głównodowodzącym sił powietrznych (niem. Reichsminister der Luftfahrt und Oberbefehlshaber der Luftwaffe).
4 lutego 1938 Hitler rozwiązał Reichswehrministerium i w jego miejsce powołał Ministerstwo Wojny (niem. Reichskriegsministerium). Z dotychczasowego Zarządu Ministerialnego Wehrmachtu utworzył Naczelne Dowództwo Sił Zbrojnych (niem. Oberkommando der Wehrmacht) w skrócie OKW.
Pretekstem do tego kroku była tzw. afera Blomberga-Fritscha. Zbiegające się w czasie małżeństwo ministra obrony feldmarszałka Wernera von Blomberga z byłą prostytutką oraz sfabrykowane z inicjatywy Göringa przez Gestapo Himmlera oskarżenie o homoseksualny romans głównodowodzącego OKH generała pułkownika Wernera von Fritscha miały świadczyć o dekadencji starej, wywodzącej się z arystokracji kadry oficerskiej i w pełni uzasadniać rozwiązanie Reichswehrministerium.
Szefem OKW i jednocześnie tytularnym ministrem III Rzeszy został mianowany bardzo oddany i podporządkowany Hitlerowi generaloberst Wilhelm Keitel. Większą część rzeczywistej pracy wykonywał Alfred Jodl, który był człowiekiem bardziej aktywnym, lecz nie skłaniał się ku prowadzeniu dalszych sporów z Hitlerem po wielkiej kłótni, do jakiej doszło między nimi w czasie kampanii stalingradzkiej.

## Struktura
Do 1940 na OKW składały się:
- Zarząd Dowodzenia Wehrmachtu (niem. Wehrmachtführungsamt) w skrócie (WFA) – koordynacja działań rodzajów sił zbrojnych i operacji.
- Wydział Zagraniczno-Obronny Kraju (niem. Abteilung Landesverteidigungsführungsamt) w skrócie (WFA/L) – szczegółowe planowanie operacyjne i rozkazy dla wojsk sojuszniczych Rzeszy.
- Zarząd Gospodarki i Uzbrojenia (niem. Wirtschafts- und Rüstungsamt) – logistyka.
- Zarząd Spraw Ogólnych Wehrmachtu (niem. Amtsgruppe Allgemeine Wehrmachtangelegenheiten) – inne zadania.

Od 1940 dodatkowo utworzono:
- Zarząd Wywiadu i Kontrwywiadu (niem. Amt Ausland/Abwehr).
- Adiutantura Wehrmachtu przy Naczelnym Wodzu.
- Wydział Prawny Wehrmachtu.
- Wydział Rozpoznania i Łączności.

a Wydział Zagraniczno-Obronny Kraju wcielono do Zarządu Dowodzenia Wehrmachtu.
Od początku najważniejszy, kierowany przez generalobersta Alfreda Jodla Zarząd Dowodzenia Wehrmachtu został rozbudowany i przemianowany na Sztab Operacyjny Wehrmachtu (niem. Wehrmachtführungsstab) w skrócie WFSt.

## Rola w procesie dowodzenia
Z założenia OKW miało w łańcuchu dowodzenia zająć miejsce tradycyjnie należne Naczelnemu Dowództwu Wojsk Lądowych (niem. Oberkommando des Heeres) – OKH i tym samym ostatecznie odsunąć od dowodzenia na najwyższym szczeblu kadrę oficerską rodowodem z Reichswehry, co też nastąpiło. Analogicznie Sztab Generalny OKW miał przejąć rolę Sztabu Generalnego OKH. To jednak było sprzeczne na dłuższą metę z planami Hitlera, który chciał jednoosobowo osobiście dowodzić całą armią.
Dlatego też, choć wydawać by się mogło, iż poprzez umocowanie OKW pomiędzy Naczelnym Wodzem a głównodowodzącymi poszczególnych rodzajów sił zbrojnych, armii zapasowej, a w końcu także i Waffen-SS, Wilhelm Keitel jako jego szef miał całkowity i nieskrępowany wpływ na planowanie strategiczne to w rzeczywistości, planistyczno-strategiczna rola OKW zakończyła się po realizacji planu agresji na Polskę (niem. Fall Weiss). Od tego momentu OKW zaczęło spełniać rolę sekretariatu Hitlera, którego zadaniem było przygotowywanie map sytuacyjnych i przetwarzanie idei Hitlera na dyrektywy i rozkazy zrozumiałe dla wojska. Dzięki OKW Hitler mógł mieć istotny wpływ na planowanie strategiczne i kierowanie operacjami wojskowymi.
Patrząc kategoriami funkcjonalności, jeżeli Naczelne Dowództwo Wehrmachtu – OKW było sekretariatem Naczelnego Wodza to Główna Kwatera Wodza (niem. Führerhauptquartier) – FHQ była sztabem generalnym Naczelnego Wodza.

## Proces norymberski
OKW jako organizację postawiono w stan oskarżenia przed Międzynarodowym Trybunałem Wojskowym w Norymberdze, ale oskarżenie nie utrzymało się.
Keitel i Jodl zostali skazani na śmierć przez powieszenie. Jodl w 1952 r., sześć lat po wykonaniu wyroku, został pośmiertnie uniewinniony przez sąd niemiecki.